# Mazatecas
Os Mazatecas são um povo indígena de uma região do estado de Oaxaca, no sul do México, situada junto à fronteira com os estados de Puebla e Veracruz. Estão ligados aos Mixtecas e Otomís.
Esta designação vem da sua relativa proximidade a Mazatlán, tendo sido assim chamados pelos exploradores espanhóis. A palavra "Mazatlán" é um nome Nahuatl que significa "lugar dos veados".
São um povo humilde, referindo-se frequentemente a si mesmos como tal.
Os Mazatecas são conhecidos pelo cultivo e uso tradicional de uma espécie de salva, a Salvia divinorum (ou salva dos adivinhos) bem como de cogumelos alucinógenos do género Psilocybe.
Os Mazatecas falam o Mazateca, uma língua da família Popoloca-Mazateca.

## Tradições religiosas e rituais
A tradição Mazateca inclui o cultivo de enteógenos para uso espiritual e ritual. Plantas e fungos usados para essa finalidade incluem cogumelos psilocibinos, sementes de ipomeia psicoativas (de espécies como Ipomoea tricolor e Turbina corymbosa) e, talvez, o mais significativo para os mazatecas, Salvia divinorum. Esta última planta é conhecida pelos xamãs Mazatecas como a Ska María Pastora, o nome que contém uma referência à Virgem Maria. 
Hoje também exitem muitos mazatecas que são católicos, por causa dos espanhóis, mas a religião tradicional ainda existe.

## Língua mazatec
O mazatec é uma língua falada pelos mazatecas, com tons, mudança no significado se a voz for normal ou ''rangente'' entre outras coisas do tipo, além da língua de assobios, que só encontrada na língua indígena brasileira pirahã e na ilha de La Gomera na Espanha.
1. ↑  https://www.gob.mx/inpi/articulos/etnografia-del-pueblo-mazateco-de-oaxaca-ha-shuta-enima Em falta ou vazio |título= (ajuda)